# Удодов, Иван Васильевич
Иван Васильевич Удодов (20 мая 1924, Глубокий — 16 октября 1981, Ростов-на-Дону) — советский тяжелоатлет, в 1952 году стал первым советским олимпийским чемпионом по тяжёлой атлетике.
Рекордсмен мира 1952—1956 года. Заслуженный мастер спорта СССР (1952). Чемпион мира, дважды серебряный призёр, 2-кратный чемпион Европы, 4-кратный победитель чемпионатов СССР. Установил 3 рекорда Мира и 7 рекордов СССР. Выступал за «Динамо» Ростов-на-Дону.

## Биография
В семнадцать лет Иван Удодов оказался в концлагере Бухенвальд. К моменту освобождения узников американскими войсками он не мог самостоятельно двигаться от истощения.
В 1947 году, по совету медиков, для укрепления здоровья с помощью систематических занятий спортом, он начал заниматься в зале тяжёлой атлетики.
В это время он учился на курсах автовождения, а по вечерам занимался спортом.
Здесь он встретил тренера Марка Баева, который стал его наставником не только в технике работы со штангой, но и в жизни. В результате Удодов стал лучшим «мухачом» в Ростове.
В 1948 году на Спартакиаде Юга России в Махачкале Иван набрал в троеборье сумму 252,5 килограмма и занял второе место.
В 1949 году он занял пятое место на чемпионате страны с суммой 277,5 килограмма.
Окончил Ростовский техникум физической культуры в 1950 году.
В 1951 году Удодов преодолел заветную для спортсменов легчайшего веса отметку в троеборье — 300 килограммов и с этим результатом выиграл звание чемпиона СССР. С этого момента он вошёл в сборную страны.
На VI Межведомственном чемпионате СССР в Баку он победил с суммой 310 килограммов.
Тренер Николай Иванович Лучкин руководил тогда подготовкой Удодова в сборной СССР. Результатом стала победа в 1952 году на XV Олимпийских играх в Хельсинки.
Были ещё яркие победы:
- на чемпионате мира и Европы в 1953 году в Швеции
- на чемпионате СССР 1956 года
- на Всемирном фестивале молодёжи и студентов

Умер в 1981 году, похоронен на Северном кладбище Ростова-на-Дону.
Сын — мастер спорта по тяжёлой атлетике Анатолий Удодов.

## Память
- В 2002 году в родном посёлке Глубоком проводился большой спортивный праздник в честь 50-летия первой золотой медали, завоёванной Иваном Удодовым.
- С 1982 года по инициативе областного и городского спорткомитетов в Ростовской области стал проводиться турнир памяти Ивана Васильевича Удодова. Однако рост его популярности привёл к тому, что с 1987 года он проводится уже среди городов Российской Федерации, не ограничиваясь Ростовом. Среди организаторов турнира — сын Ивана Удодова, мастер спорта по тяжёлой атлетике Анатолий Удодов.
- 1 июня 2013 года в Ростове-на-Дону на «Проспекте звёзд» состоялась торжественная церемония закладки именной «Звезды» Удодову Ивану Васильевичу[3].